# ザ・マイクス
ザ・マイクス（The Mikes）は、1967年に結成されたグループ・サウンズのバンド。1968年6月に解散。

## 概要
1967年8月、マイク真木を中心に結成。デビューシングル発売前の9月に女性ボーカルの田辺が脱退、京都のフォークシーンで活躍していた高田が参加した。1968年には山内テツも在籍した。

## メンバー
- マイク真木（ギター、ボーカル）
- 田辺あかね（ボーカル）1枚目のシングルのみ参加。
- ロビー和田（ギター、ボーカル）元ロビー和田とニュー・フォークス。
- 鶴原俊彦（ギター、ボーカル）元ザ・ブロードサイド・フォー のちに鶴原俊彦とジ・エスカレーション。
- 横田実（ベース、ボーカル）元ザ・ブロードサイド・フォー。
- 高田恭子（ボーカル）田辺の脱退後に加入。のちにソロデビュー。
- 山内テツ（ベース）末期に在籍。のちにミッキーカーチス&サムライ、フリー、フェイセズ。

## ディスコグラフィー

### シングル
- 野ばらの小径／ランブリン・マン（1967年10月）フィリップス FS-1024
- 星空のマサチューセッツ／夢の牧場（1967年12月）フィリップス FS-1031